# Eberhard Borkmann
Eberhard Borkmann (* 21. Mai 1935 in Danzig; † 6. März 2015 in Treuenbrietzen) war ein deutscher Kameramann, der von 1964 bis 1990 für die DEFA tätig war. Bis zur Wiedervereinigung wirkte er an 23 Produktionen des DDR-Films und -Fernsehens mit.

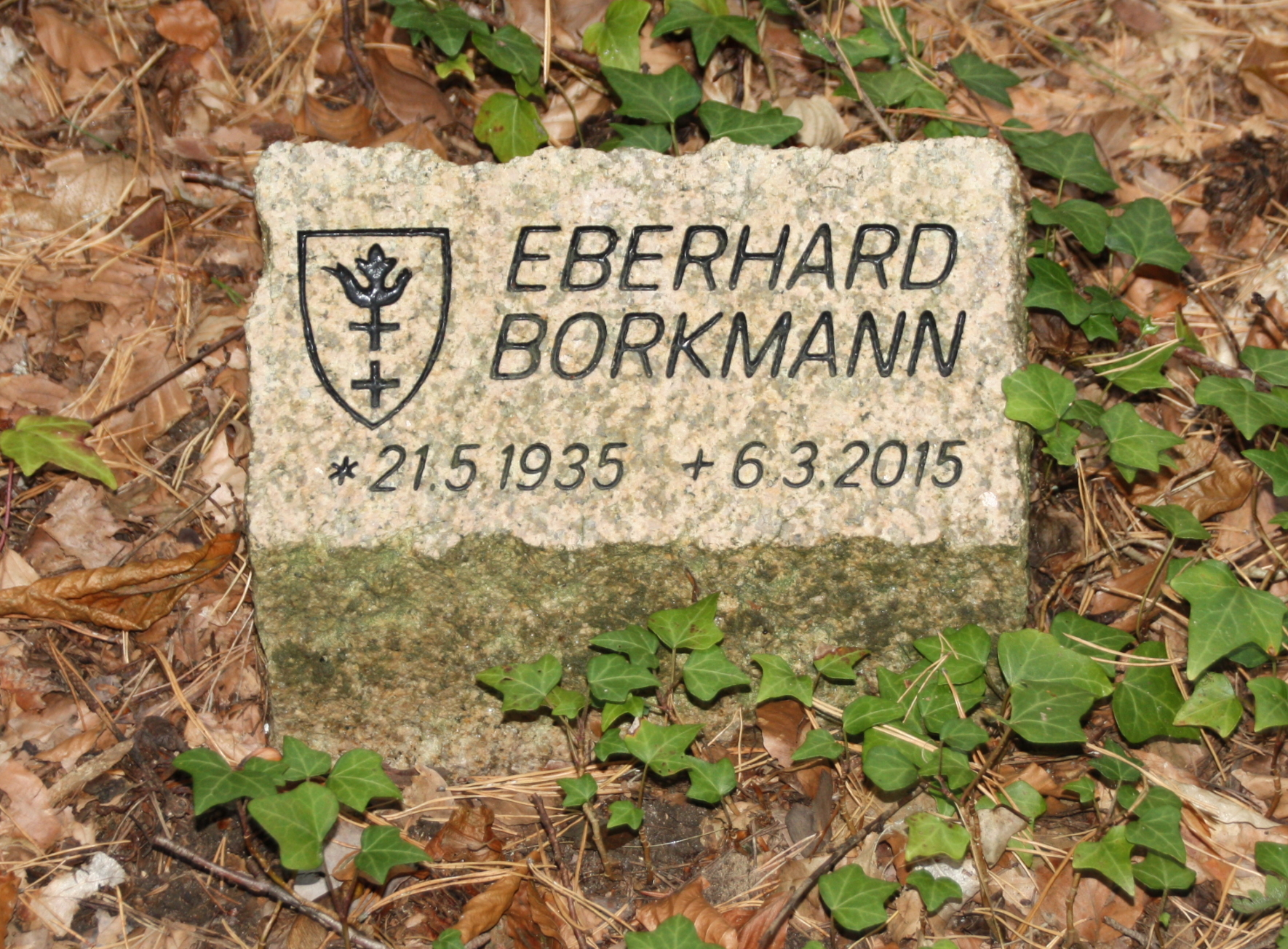
Grabstein auf dem Südwestkirchhof Stahnsdorf

Neben der Kameraführung war er auch als Drehbuchautor tätig. Sein Grab befindet sich auf dem Südwestkirchhof Stahnsdorf.

## Filmographie (Auswahl)
- 1964: Als Martin vierzehn war
- 1966: Alfons Zitterbacke
- 1968: Hauptmann Florian von der Mühle
- 1969: Weiße Wölfe
- 1970: Tödlicher Irrtum
- 1971: Anflug Alpha 1
- 1974: Mein lieber Mann und ich
- 1974–1979: Aber Vati! (Fernsehreihe, 4 Folgen)
- 1974: Neues aus der Florentiner 73
- 1975: Geschwister
- 1976: So ein Bienchen
- 1977: Camping-Camping
- 1977: Trampen nach Norden
- 1979: Die Gänsehirtin am Brunnen
- 1982: Das Mädchen und der Junge (TV)
- 1984: Die Geschichte vom goldenen Taler (TV)
- 1989: Späte Ankunft (Fernseh-Zweiteiler)
- 1990: Der Drache Daniel